# YOASOBIのオールナイトニッポンX
『YOASOBIのオールナイトニッポンX』（ヨアソビのオールナイトニッポンクロス）は、かつてニッポン放送で2021年3月31日（30日深夜）から2022年3月30日（29日深夜）まで放送されていたラジオ番組。
音楽ユニットのYOASOBIがパーソナリティを務める。

## 概要
YOASOBIの初めての冠番組として、2020年7月18日の『オールナイトニッポン0(ZERO)』の土曜日の単発を担当した。また、2021年1月5日に『オールナイトニッポン0(ZERO)』の単発を担当した。
その後、2021年3月16日に、オールナイトニッポンの新ブランドとなった『オールナイトニッポンX』の水曜未明（火曜深夜）のレギュラーパーソナリティの起用が明らかになった。また、YOASOBIのAyaseは『オールナイトニッポンX』のテーマ曲である『Bitter Sweet Samba -Ayase Remix-』を手掛けている。
2022年3月2日の放送で番組が3月末で終了することが発表された。その後同月21日『YOASOBIのオールナイトニッポンX～春野菜～supported by SAISON CARD』（ニッポン放送・イマジンスタジオ）が開催された。ゲストにはYOASOBIバンドのベーシストを務めるやまもとひかるが出演した。

## 放送時間
- 水曜日 0:00-0:58（火曜日深夜）[7]

## パーソナリティ
- YOASOBI

## コーナー
- 我等友情永久不滅[8]

セゾンカードとのタイアップコーナー。セゾンカードの売りである『永久不滅ポイント』に因み、リスナーからかつて存在したが今では滅んでしまった『青春時代のアレコレ』を募集するコーナー。採用者にはこの番組とセゾンカードのコラボ商品である『会員カード』が進呈される。

## ゲスト及びその他の出演者
| 2021年度放送リスト          | 2021年度放送リスト | 2021年度放送リスト |
| 日時                        | ゲスト             | 備考 |
| --------------------------- | ------------------ | --- |
| 2021年6月16日（15日深夜）   | 星野源             | スペシャルウィークでの番組初のゲスト。なお、YOASOBIの2人は放送終了後、そのまま25時からのゲストの星野がパーソナリティを務める『星野源のオールナイトニッポン』に三浦大知と共に今度はゲストとして参加した。 |
| 2021年8月25日（24日深夜）   | 森七菜             | Ayaseが森に提供した楽曲「深海」についてトーク。 |
| 2021年9月1日（8月31日深夜） | Creepy Nuts        | この日発売のアルバム『Case』の告知の為、飛び入り出演。 |
| 2021年9月8日（7日深夜）     | やまもとひかる     | やまもとはYOASOBIのバンドサポートメンバー（ベースを担当）。YOASOBIの二人とバブルサッカーで対決。やまもとの配信曲「ZERO」を初オンエア。                                                                   |
| 2021年10月20日（19日深夜）  | Creepy Nuts        | |
| 2021年12月14日（13日深夜）  | 粗品（霜降り明星） | |
| 2022年1月12日（11日深夜）   | Reol               | |
| 2022年1月26日（25日深夜）   | ミソハギザクロ     | |
| 2022年2月23日（22日深夜）   | 鈴木雅之           | |
| 2022年3月16日（15日深夜）   | AssH、灰雲         | |

## 放送休止事例（代理番組）
- 2021年12月29日（28日深夜） - DISH//

## 復活特番
- 2022年9月17日（16日深夜）・金曜1部（1:00-3:00）[29]
- 2024年9月10日（9日深夜）・月曜1部（1:00-3:00）[30]

## スタッフ
- ディレクター：舟崎彩乃
- 放送作家：髙橋亘（トゥルーマン翔)